# Commonwealth Railway
| Lok Nr. 517 in Suffolk |                      |                                            |                                            |
| Karte der Commonwealth Railway |                      |                                            |                                            |
| Streckenlänge: | 26 km                |                                            |                                            |
| Spurweite: | 1435 mm (Normalspur) |                                            |                                            |
| Zweigleisigkeit: | 6,2 km in Portsmouth |                                            |                                            |
| |                      |                                            |                                            |
| \| \| 26,5 \| Portsmouth, Virginia International Gateway \| Portsmouth, Virginia International Gateway \| \| \| \| vom US Amines Chemiewerk \| \| \| \| \| Western Freeway 164 \| \| \| \| \| Abzweig West Norfolk \| \| \| \| \| Cedar Lane \| \| \| \| \| Towne Point Road \| \| \| \| \| College Drive \| \| \| \| \| Western Freeway 164 \| \| \| \| \| Highway 17 \| \| \| \| \| Highway 664 \| \| \| \| \| Pughsville Road \| \| \| \| \| Highway 664 \| \| \| \| \| \| \| \| \| \| (16 m) \| \| \| \| \| Bennett Creek (5 m) \| \| \| \| 9,6 \| Suffolk Commonwealth Yard \| Suffolk Commonwealth Yard \| \| \| \| Solenis Specialty Chemical Problem Solvers \| \| \| \| \| Nansemond River (89 m) \| \| \| \| \| Quality Custom Distributor \| \| \| \| \| Highway 58 \| \| \| \| \| (61 m) \| \| \| \| \| (41 m) \| \| \| \| \| (57 m) \| \| \| \| \| (42 m) \| \| \| \| \| Portsmouth Boulevard (36 m) \| \| \| \| \| (13 m) \| \| \| \| \| CSX Transportation, Franklin–Portsmouth \| \| \| \| \| zur CSXT nach Franklin \| \| \| \| \| Norfolk Southern Railway (NS) von Norfolk \| \| \| \| 0,0 \| Suffolk Union Station \| Suffolk Union Station \| \| \| \| NS nach Stanback \| \| \| \| \| \| \| \| Quellen: [1] \| \| \| \| |                      |                                            |                                            |
| Betriebs-/Güterbahnhof Streckenanfang | 26,5                 | Portsmouth, Virginia International Gateway | Portsmouth, Virginia International Gateway |
| Strecke · Betriebsstelle Streckenanfang |                      | vom US Amines Chemiewerk                   | vom US Amines Chemiewerk                   |
| Strecke mit Straßenbrücke · Strecke mit Straßenbrücke |                      | Western Freeway 164                        | Western Freeway 164                        |
| Abzweig geradeaus, nach links und von links · Strecke nach rechts |                      | Abzweig West Norfolk                       | Abzweig West Norfolk                       |
| Strecke mit Straßenbrücke |                      | Cedar Lane                                 | Cedar Lane                                 |
| Strecke mit Straßenbrücke |                      | Towne Point Road                           | Towne Point Road                           |
| Strecke mit Straßenbrücke |                      | College Drive                              | College Drive                              |
| Strecke mit Straßenbrücke |                      | Western Freeway 164                        | Western Freeway 164                        |
| Strecke mit Straßenbrücke |                      | Highway 17                                 | Highway 17                                 |
| Strecke mit Straßenbrücke |                      | Highway 664                                | Highway 664                                |
| Strecke mit Straßenbrücke |                      | Pughsville Road                            | Pughsville Road                            |
| Strecke mit Straßenbrücke |                      | Highway 664                                | Highway 664                                |
| Abzweig geradeaus und ehemals von rechts |                      |                                            |                                            |
| Brücke |                      | (16 m)                                     | (16 m)                                     |
| Brücke über Wasserlauf |                      | Bennett Creek (5 m)                        | Bennett Creek (5 m)                        |
| Dienststation / Betriebs- oder Güterbahnhof | 9,6                  | Suffolk Commonwealth Yard                  | Suffolk Commonwealth Yard                  |
| Abzweig geradeaus und nach rechts |                      | Solenis Specialty Chemical Problem Solvers | Solenis Specialty Chemical Problem Solvers |
| Brücke über Wasserlauf |                      | Nansemond River (89 m)                     | Nansemond River (89 m)                     |
| Abzweig geradeaus und nach links |                      | Quality Custom Distributor                 | Quality Custom Distributor                 |
| Strecke mit Straßenbrücke |                      | Highway 58                                 | Highway 58                                 |
| Brücke über Wasserlauf |                      | (61 m)                                     | (61 m)                                     |
| Brücke |                      | (41 m)                                     | (41 m)                                     |
| Brücke |                      | (57 m)                                     | (57 m)                                     |
| Brücke über Wasserlauf |                      | (42 m)                                     | (42 m)                                     |
| Brücke |                      | Portsmouth Boulevard (36 m)                | Portsmouth Boulevard (36 m)                |
| Brücke |                      | (13 m)                                     | (13 m)                                     |
| Kreuzung geradeaus oben |                      | CSX Transportation, Franklin–Portsmouth    | CSX Transportation, Franklin–Portsmouth    |
| Abzweig geradeaus und nach rechts |                      | zur CSXT nach Franklin                     | zur CSXT nach Franklin                     |
| Abzweig geradeaus und von links |                      | Norfolk Southern Railway (NS) von Norfolk  | Norfolk Southern Railway (NS) von Norfolk  |
| Blockstelle | 0,0                  | Suffolk Union Station                      | Suffolk Union Station                      |
| Strecke |                      | NS nach Stanback                           | NS nach Stanback                           |
| |                      |                                            |                                            |
| Quellen: |                      |                                            |                                            |

Die Commonwealth Railway (CWRY) ist eine US-amerikanische Bahngesellschaft mit Sitz in Suffolk (Virginia). Sie betreibt Güterverkehr auf einer 26 Kilometer langen Strecke der ehemaligen Norfolk, Franklin and Danville Railway, von Suffolk nach Portsmouth (Virginia). In Suffolk hat die Bahn Verbindung zur CSX Transportation und der Norfolk Southern Railway.  Eigentümer ist seit 1996 die Genesee and Wyoming Inc. Die CWRY ist nicht zu verwechseln mit den ehemaligen Commonwealth Railways in Australien.

## Geschichte
Die Strecke der Commonwealth Railway von Suffolk nach Portsmouth wurde in den 1880er Jahren von der Atlantic and Danville Railroad erbaut. Spätere Besitzer waren die Norfolk, Franklin and Danville Railway, gefolgt von der Norfolk Southern Railway.

### Übernahme durch Genesee and Wyoming
Im Jahr 1996 wurde die Bahn von Genesee and Wyoming erworben. Zu diesem Zeitpunkt hatte die CWRY noch 19 Kilometer Gleis von der Norfolk Southern Railway gepachtet. Dieser Gleisabschnitt wurde 2006 erworben und zum Teil vom Staat Virginia finanziert. Im Jahr 2006 hatte die Commonwealth Railway nur zwei Lokomotiven, drei Mitarbeiter und drei Großkunden. Bei allen Kunden handelte es sich um Chemieunternehmen, darunter auch die BASF.
Als das BASF-Werk 2007 geschlossen wurde, verblieben das Amines-Werk am Elizabeth River und das Ciba-Chemiewerk am Nansemond River als Kunden. So hätte sich das Frachtaufkommen stark verringert und der Bahnbetrieb wäre nicht mehr rentabel gewesen. Im selben Jahr eröffnete aber A. P. Moller-Maersk ein neues Containerterminal (seit 2014 Virginia International Gateway VIG) am Elisabeth River. Dadurch konnte der Bahnbetrieb weiter fortgesetzt werden. Seit dieser Zeit transportiert die CWRY auch Container.
Nach der Ausfahrt aus dem Gelände des Terminals überquerte die Strecke noch mehrere Straßen in den Städten Portsmouth und Chesapeake (Virginia). Lange Züge hätten den Verkehr an diesen Kreuzungen stark behindert, deshalb wurden zu Anfang nur Züge mit einer Länge von 1000 Metern geführt.
Daraufhin wurde ein Großteil der alten Strecke aufgegeben und die Gleise, über eine Länge von sieben Kilometern, auf den Mittelstreifen des Western Freeway 164 und der I-664 verlegt. Dies war bereits beim Bau der Autobahnen in den 1980er Jahren eingeplant. Die Verlegung der Gleise wurde vom Staat Virginia finanziert und von der Virginia Port Authority umgesetzt. Der Neubau kostet 60 Millionen US-Dollar. Daraufhin investierte die CWRY ihrerseits 14 Millionen in die Modernisierung ihrer weiteren Streckenabschnitte und in den Bau eines neuen Rangierbahnhofs für die Bereitstellung von längeren Zügen. Seit der Streckenerneuerung können die Züge mit 30 km/h verkehren. In der Nähe des Virginia International Gateway wurde das Eigentum an der alten Trasse an die Virginia Port Authority übertragen. Die Stadt Chesapeake plante dann, die alte Strecke zu erwerben und in das lokale Wegenetz einzugliedern.
Zu den wichtigsten Kunden zählen die Solenis Specialty Chemical Problem Solvers (ehemals Ciba) am Nansemond River in Suffolk, das US-amerikanische Amines-Chemiewerk sowie das von der Virginia Port Authority betriebene Containerterminal Virginia International Gateway (VIG) am Elizabeth River in Portsmouth.
In Suffolk übergibt die Bahn heute ihre Züge an die CSX Transportation und die Norfolk Southern Railway zum Weitertransport.
Im Planungsstadium befindet sich noch der Craney Island Marine Terminal (CIMT) Containerterminal nördlich des bestehenden Virginia International Gateway. Dies würde der Bahn weitere Transportleistung einbringen. Dafür ist der Bau einer vier Kilometer langen Bahnstrecke innerhalb der Craney Island Road, dem Rail Connector-Korridor, als Verbindung zur Commonwealth Railway geplant. Der neue Terminal soll 2040 eröffnet werden.

## Fahrzeuge
| Lokomotiven       |                       |        |                |              | |      |
| Betriebs-Nr.      | Hersteller            | Modell | Baujahr        | Seriennummer | Bemerkung | Bild |
| Diesellokomotiven |                       |        |                |              | |      |
| 444               | Electro-Motive Diesel | GP16   | September 1950 | 11917        | Ehem. Atlantic Coast Line Railroad Nr. 126, ehem. Seaboard Coast Line Railroad Nr. 714, ehem. Seaboard System Railroad Nr. 4798, ehem. CSX Transportation Nr. 1844. |      |
| 517               | Electro-Motive Diesel | CF7    | September 1949 | 8307         | Ehem. Atchison, Topeka and Santa Fe Railway Nr. 315L. |      |
| 1534              | Electro-Motive Diesel | GP15-1 | November 1979  | 787249-66    | |      |
| 1551              | Electro-Motive Diesel | SW1500 | Dezember 1969  | 35293        | Ehem. Houston Belt and Terminal Railway, ehem. Portland and Western Railroad.                                                                                       |      |
| 1552              | Electro-Motive Diesel | SW1500 | Januar 1970    | 35792        | Ehem. Southern Pacific Transportation Nr. 2556, ehem. Illinois and Midland Railroad Nr. 41, ehem. Portland and Western Railroad.                                    |      |
| 2090              | Electro-Motive Diesel | GP20   | Mai 1960       | 25577        | Ehem. Atchison, Topeka and Santa Fe Railway Nr. 1104/3004/3104, ehem. Toledo, Peoria and Western Railway Nr. 2005/2054, verkauft an LTEX Rail.                      |      |
| 2091              | Electro-Motive Diesel | GP20   | Juni 1960      | 25592        | Ehem. Atchison, Topeka and Santa Fe Railway Nr. 1119/3019/3119, ehem. Toledo, Peoria and Western Railway Nr. 2012/2050, verkauft an LTEX Rail.                      |      |
| 2512              | Electro-Motive Diesel | CF7    | Oktober 1949   | 8716         | Ehem. Chicago, Rock Island and Pacific Railroad Nr. 512, ehem. Atchison, Topeka and Santa Fe Railway Nr. 2512.                                                      |      |
| [ 4 ] [ 5 ]       |                       |        |                |              | |      |